# 테스트 씨와의 하룻밤
《테스트 씨와의 하룻밤》(프랑스어: La Soirée avec monsieur Teste)은 발레리가 지은 1896년 소설이다.
1927년 <테스트 씨>란 제목으로 출판할 때에는 <서문> <테스트 부인의 편지> <항해일지초(抄)>가 첨가되었다. “나는 살아 있는 것을 말소(抹消)한다”란 자기의 신조에 충실하게, 인간의 마음의 움직임에서 강한 자의식이 제어(制御)할 수 없는 부분을 가능한 한은 무(無)로 만들려고 노력하는 ‘지성의 괴물’ 테스트 씨의 극장이나 일상생활에 있어서의 언어나 동작이 이야기하는 사람이나 부인 또는 일지를 통하여 묘사되어 있다. ‘과도한 자의식과 의지의 도취 및 정확(正確)에 대한 갈망’에 고민하던 젊은 발레리의 소설적 형식에 의한 고백으로서 우연성을 시(詩)에서 배제할 것을 이상(理想)으로 한 말라르메와 더불어 ‘수학적 아편’이라 불러서 숭배하던 포의 감화를 이 작품에서 찾아볼 수 있을 것이다.